# 茹基夫卡 (庫利基夫卡區)
51°19′37″N 31°41′21″E / 51.32694°N 31.68917°E
茹基夫卡（烏克蘭語：Жуківка）是位於烏克蘭北部切爾尼希夫州裏切爾尼希夫區的村莊，始建於1721年，面積3.31平方公里，海拔高度116米，2001年人口1,251，人口密度每平方公里377.7人。